# 中国药理学通报
《中国药理学通报》创刊于1985年，是中国大陆医药卫生科技类月刊，编辑部位于安徽省合肥市。此刊物由中国药理学会主办。
《中国药理学通报》在2018年被中华人民共和国国家新闻出版广电总局新闻报刊司评为2017年全国“百强报刊”。